# 普哈奇
51°20′34″N 26°53′16″E / 51.34278°N 26.88778°E
普哈奇（烏克蘭語：Пугач），是烏克蘭西部里夫內州的村落，由薩爾內區的克萊西夫市鎮管轄，始建於1900年，面積0.63平方公里，2024年人口700，人口密度每平方公里1,065.5人。